# Edicións Xerais de Galicia
Edicións Xerais de Galicia, S.A. és una empresa editorial galega, amb seu al carrer dr. Marañón de Vigo. Ded de 1988 pertany al grup empresarial Anaya, integrat el 2004 al Grup Lagardère.

## Història
Fundada el 1979 a Vigo per Xulián Maure Rivas i Germán Sánchez Ruipérez, forma part del Grup Anaya des de 1988, any en què nasqué aquest grup editorial, que des de gener de 2004 està integrat en el Grup Lagardère.
Publica fonamentalment llibres en gallec, de tots els gèneres literaris, així com llibre de text i de divulgació. Publicà dos diccionaris que es troben entre els més difosos de la llengua gallega, marcant duna fita en la difusió de la lexicografia general: el Dicionario Xerais da Lingua (de coberta taronja), amb algunes etimologies i pronunciacions i amb el qual van estudiar generacions senceres de gallecs, i el Gran Dicionario Xerais da Lingua del 2000, amb 2.027 pàgines i de caràcter inclusiu, encara que també discrimina les prescripcions normatives (la norma anterior a la reforma normativa de 2003). Convoca anualment els Premis Xerais de novel·la, així com els Premis Merlín de literatura infantil i des de 2006 els Premis Caixa Galicia de literatura juvenil, que en 2014 passaria a ser conegut com a Premi Jules Verne.
El seu director Manuel Bragado Rodríguez, que havia substituït en el càrrec a Víctor Fernández Freixanes, va deixar el càrrec en abril de 2018. Fou substituït per Fran Alonso.
El fons editorial d'Edicións Xerais de Galícia arriba als 3.000 títols (dades d'1 de setembre de 2009), dels que 1.600 formen part del seu catàleg viu. La major part dels títols editats es van fer en gallec, però també es publicaren alguns en castellà, portuguès i anglès. Xerais edita, fonamentalment, en suport paper.